# Club alpin français

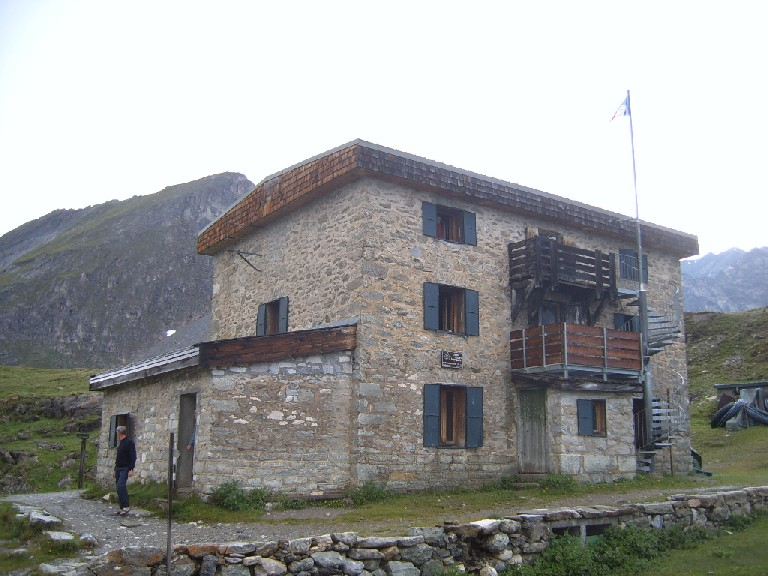
Een berghut van de CAF op Col de la Vanoise

De Club Alpin français, of CAF, is een Franse federatie van clubs die zich bezighouden met de promotie en bevordering van de bergsport. De federatie biedt verschillende opleidingen en cursussen aan die mensen helpen de bergen beter te begrijpen.
De Club Alpin français werd opgericht in 1874 en is sindsdien sterk geëvolueerd en gegroeid. Het is een sportfederatie geworden, met 241 aangesloten verenigingen, die samen zo'n 90.000 leden vertegenwoordigen.
De Club Alpin français beheert ook zo'n 131 berghutten, waarvan de meeste zich in de Alpen en de Pyreneeën bevinden.